# Melanocera parva
Melanocera parva är en fjärilsart som beskrevs av Rothschild 1907. Melanocera parva ingår i släktet Melanocera och familjen påfågelsspinnare. Inga underarter finns listade i Catalogue of Life.